# Will i Grace
Will i Grace (engl. Will & Grace) američki je televizijski sitcom čiji su autori Max Mutchnick i David Kohan. Smještena u New Yorku, serija prati prijateljstvo između dvoje najboljih prijatelja, Willa Trumana (Eric McCormack), gej odvjetnika i Grace Adler (Debra Messing), heteroseksualne dizajnerice interijera.  Serija se izvorno emitirala na NBC-u od 21. rujna 1998. do 18. svibnja 2006. godine, kroz osam sezona. Vratila se na NBC 28. rujna 2017. i trajno završila 23. travnja 2020. godine. Will i Grace jedna je od najuspješnijih televizijskih serija s gej glavnim likovima.

## Radnja serije
Serija se odvija u New Yorku i prikazuje živote odvjetnika Willa Trumana, geja, njegove najbolje prijateljice, dizajnerice interijera Grace Adler (židovke), te njihovih prijatelja bogatunke Karen Walker i neuspješnog glumca/pjevača/plesača s nizom drugih sitnih karijera Jacka McFarlanda (također geja).

## Glumačka postava
- Eric McCormack u ulozi Willa Trumana: odvjetnik koji je studirao na Sveučilištu Kolumbija, gdje je i upoznao Grace.
- Debra Messing u ulozi židovke Grace Adler: dizajnerica interijera ovisna o hrani.
- Megan Mullally u ulozi Karen Walker: biseksualna žena bogatog Stana Walkera koja "radi" kao pomoćnica u Graceinom uredu. Poznata je po ovisnosti o alkoholu i lijekovima.
- Sean Hayes u ulozi Jacka McFarlanda: najbolji prijatelj Karen Walker s nizom sitnih karijera koje uključuju prodavača, pjevača, glumca, plesača, te medicinskog brata.

## Vanjske poveznice
- Will i Grace u internetskoj bazi filmova IMDb-a